# Varig
Varig (Viação Aérea RIo Grandense) was een in 1927 opgerichte luchtvaartmaatschappij met als basis Porto Alegre, Brazilië.
VARIG was de grootste luchtvaartmaatschappij in Brazilië en verzorgt lokale vluchten en internationaal naar 9 landen in 2 continenten.
In 2005 raakte Varig in ernstige financiële moeilijkheden en vroeg surseance van betaling aan. Op 20 juni, 2006 werd de maatschappij uiteindelijk verkocht aan Volo Brasil, een consortium, voor US$24 miljoen. De nieuwe eigenaars stopten onmiddellijk bijna alle vluchten om het bedrijf te reorganiseren. Sinds 31 januari 2007 is Varig geen lid meer van Star Alliance.

## Vloot
De vloot van Varig bestond uit: (01/02/2009)
- 4 Boeing B737-300
- 9 Boeing B737-700
- 10 Boeing B737-800